# Svarta örnen
Svarta örnen (engelska: The Eagle) är en amerikansk stumfilm från 1925 regisserad av Clarence Brown. Manuset baserades löst på Aleksandr Pusjkins roman Dubrovskij från 1841.

## Handling
Vladimir Dubrovskij är en ung kosacklöjtnant som tjänstgör i ryska armén. Han väcker Katarina den storas intresse och efter att ha avvisat hennes amorösa inviter tvingas han fly till sin barack. Där finner han ett brev från sin far som ber Vladimir ingripa för hans räkning då en granne, Kyrilla Troekouroff, försöker ta ifrån fadern hans egendomar. När han återvänder till det kejserliga palatset upptäcker han att det finns ett pris på hans huvud.
Vladimir återvänder hem och hittar sin far döende i en bondes stuga. Han svär att hämnas på Kyrilla och blir Svarta örnen, ledare för ett rövarband som tar de fattiga och förtrycktas parti. Han nästlar sig in i Kyrillas hem genom att förklä sig till hans dotters fransklärare. Vladimir förälskar sig i dottern (Mascha) och släpper sina planer på hämnd. Han grips sedan av tsarinnans trupper och döms till döden, Mascha gifter sig med honom i fängelset och tsarinnan ångrar dödsdomen och iscensätter en falsk avrättning. Efter skenavrättningen tillåter hon de nygifta att lämna landet.

## Medverkande
| Rudolph Valentino   | – Vladimir Dubrovskij |
| Vilma Bánky         | – Mascha Troekouroff  |
| Louise Dresser      | – Katarina II         |
| Albert Conti        | – Kuschka             |
| James Marcus        | – Kyrilla Troekouroff |
| George Nichols      | – domare              |
| Carrie Clark Ward   | – Aurelia             |
| Michael Pleschkoff  | – kapten Kuschka      |
| Spottiswoode Aitken | – Dubrovskijs far     |